# Clifton Williams
Clifton Curtis Williams Jr. (Mobile, 26 de setembro de 1932 – Perto de Tallahassee, 5 de outubro de 1967) foi um engenheiro mecânico, aviador naval, piloto de teste e astronauta norte-americano.

## Vida
Ele nasceu e cresceu no Alabama e se formou em 1954 em engenharia mecânica na Universidade de Auburn, sendo logo em seguida comissionado no Corpo de Fuzileiros Navais dos Estados Unidos. Williams serviu Base dos Fuzileiros Navais de Quantico e na Estação Aeronaval de Pensacola, tornando-se aviador naval em 1956 e servindo em esquadrões de aviões a jato junto com a Frota da Força de Fuzileiros.
Williams foi estudar na Escola de Pilotos de Teste Navais na Estação Aeronaval de Patuxent River, formando-se em 1961. Como piloto de teste ele testou diversas aeronaves experimentais de última geração, como o Vought F-8 Crusader e o McDonnell Douglas A-4 Skyhawk, acumulando mais de duas mil horas de voo em aviões a jato. Foi nesse período que Williams foi escolhido em 1963 como um dos catorze novos astronautas do Grupo 3 da NASA.
Williams realizou seus treinamentos junto com seus companheiros de grupo, muitas vezes em parceria com Russell Schweickart. Ele também trabalhou nas áreas de operações de lançamento e segurança da tripulação durante o desenvolvimento do programa espacial. Serviu em julho de 1966 como o piloto reserva da missão Gemini X, sendo um ano depois escolhido como o piloto do módulo lunar reserva para a Apollo 9, ao lado dos astronautas Pete Conrad e Richard Gordon. Isto colocaria Williams na tripulação principal daquela que se tornaria a Apollo 12 e lhe daria uma chance de pisar na Lua.
Williams embarcou em um avião Northrop T-38 Talon de treinamento no dia 5 de outubro de 1967, deixando Cabo Kennedy na Flórida para ir a sua natal Mobile a fim de visitar seu pai que estava sofrendo de câncer. Entretanto, uma falha mecânica nos controles dos ailerons fez sua aeronave cair perto de Tallahassee, matando-o instantaneamente. Seu corpo foi enterrado alguns dias depois no Cemitério Nacional de Arlington. Seu lugar na tripulação da Apollo 12 foi preenchido por Alan Bean. Seu broche de astronauta foi depois deixado na superfície lunar em sua homenagem por Conrad e Bean.